# بالدبردخا
بالدبردخا (به اسپانیایی: Valdeverdeja) یک شهرستان در اسپانیا است که در استان تولدو واقع شده‌است.

## خصوصیات
بالدبردخا ۶۷ کیلومترمربع مساحت و ۷۴۰ نفر جمعیت دارد و ۳۹۷ متر بالاتر از سطح دریا واقع شده‌است.